# Station Ludlow
Ludlow is een spoorwegstation van National Rail in Ludlow, South Shropshire in Engeland. Het station is eigendom van Network Rail en wordt beheerd door Transport for Wales. 